# Марсель Дж. E. Голей

Схематичне зображення комірки Голея

Марсель Джулз (Жуль) Едуард Голей (англ. Marcel J. E. Golay; 3 травня 1902 – 27 квітня 1989) – математик, фізик та інформаційний теоретик, застосовував математику для реальних військових та промислових проблем. Народився у Невшателі, Швейцарія.

## Кар'єра
Голей вивчав електротехніку у федеральній вищій технічній школі Цюриха. Він приєднався до Bell laboratories (Лабораторії Белла) у Нью-Йорку у 1924 р., провів там чотири роки. Отримав ступінь доктора філософії у фізиці в університеті Чикаго у 1931 р.
Голей приєднався до військ зв'язку армії США, кінець кінцем зміг піднятися до посту Керівника дослідницьких робіт. Він перебував головним чином у Форті Монмут, Нью-Джерсі. Розробив радарні системи та винайшов датчик Голея, який ідентифікував інфрачервоні викиди літаків.
Між 1955 та 1963 роками Голей був консультантом для Philco Corporation (Філадельфія, Пенсільванія) і Perkin-Elmer Corporation Норуолка (Коннекнікут). У 1963 р. Голей влаштувався на повний робочий день до компанії PerkinElmer в якості Старшого наукового співробітника. Науковець працював над багатьма проблемами, включаючи газову хроматографію та оптичну скрептроскопію. Він залишився з Perkin-Elmer до кінця свого життя.

## Досягнення
- Співавтор з Авраамом Савицьким[en] праці щодо згладжувального фільтра Савицького-Голея[en].
- Розробка кодів Голея.
- Узагальнення досконалих двійкових кодів Гемінга до недвійкових кодів.
- Винахідник комірки Голея, типу інфрачервоного датчика.
- Представив додаткові потоки[en]. Це пари бітових потоків, автокореляційні функції яких складають для того, щоб обнулити всі ненульові зміщення часу. Сьогодні вони використовуються для різних Wi-Fi та 3G стандартах.
- Розробив теорію дисперсії у відкритих трубчастих стовпцях (капілярні стовпці) і продемонстрував їх ефективність на Другому Міжнародному Симпозіумі по газовій хроматографії в Амстердамі у 1958 році.[5]